# Mike Brewer (rugby à XV)
Pour les articles homonymes, voir Mike Brewer et Brewer.
Pas d'image ? Cliquez ici

a Compétitions nationales et continentales officielles uniquement.

b Matchs officiels uniquement.
Dernière mise à jour le 19 juin 2011.
 Michael Robert Brewer, né le 6 novembre 1964 à Pukekohe, est un joueur de rugby à XV néo-zélandais qui a joué avec les All-Blacks au poste de troisième ligne (1,95 m pour 103 kg).

## Carrière de joueur
Il joue avec les provinces d'Otago et de Canterbury. Brewer a disputé son premier test match le 28 juin 1986 contre l'équipe de France et le dernier contre l'équipe d'Australie, le 29 juillet 1995. Il a disputé quatre matchs de la Coupe du monde de rugby 1995. Des blessures l’ont empêché de participer aux coupes du monde de 1987 et 1991.

## Carrière d'entraîneur
Brewer a entraîné l'équipe italienne de L'Aquila qui a disputé la coupe d'Europe.

## Palmarès
- Finaliste de la Coupe du monde 1995

## Statistiques

### En équipe nationale
De 1986 à 1995, Mike Brewer obtient 32 sélections avec les All-Blacks, inscrivant 4 points. Il dispute une Coupe du monde en 1995.